# Дуда, Анатолий Иванович
Анатолий Иванович Дуда (укр. Анато́лій Іва́нович Дуда́; 5 октября 1946, Новый Буг, Николаевская область Украинская ССР — 8 августа 2020, Одесса) — украинский и советский оперный певец, лирический тенор, музыкальный педагог, профессор  (2006), народный артист Украины (1999). Исполняющий обязанности генерального директора Одесского национального академического театра оперы и балета (2009—2010).

## Биография
Окончил Одесскую государственную консерваторию имени А. В. Неждановой в 1977 году, класс А. Дановского. Певчую карьеру начал в студенческие годы в 1975 году, стал солистом-вокалистом Одесской областной филармонии, в 1976 году продолжил её уже солистом Одесского театра оперы и балета (1976—1989) .
Лауреат Международного конкурса вокалистов имени М. И. Глинки в 1975 году.
В 1989—1993 годах — солист, художественный руководитель и директор Одесской филармонии.
С 1993 года — профессор кафедры сольного пения Одесской музыкальной академии им. Неждановой . Автор учебного пособия «Основы постановки певческого голоса. Тенор» (Одесса, 2005).
Успешно соединял оперно-концертную карьеру с административно-руководящей работой. С 1994 года — Председатель правления Одесского межобластного отделения Национального союза театральных деятелей Украины . С 2009 по 2010 год — и. о. генерального директора Одесского национального академического театра оперы и балета.
Лирический тенор. В репертуаре А. Дуды были десятки самых известных оперных партий.
Имея обширный концертный репертуар, гастролировал с сольными программами в странах Европы и Америки. Принимал участие в международных и национальных фестивалях классической и фольклорной музыки в Украины, России, Эстонии, Италии, Испании, Польши, Венгрии, Германии, Финляндии. С 1995 по 2000 год пел по контракту в Варшавском национальном оперном театре (Польша).
Делегат XXVII съезда КПСС (1986).

## Основные партии
- Петро («Наталка Полтавка» М. Лысенко),
- Андрей («Запорожец за Дунаем» С. Гулака-Артемовского),
- Бурсак Тиберий («Вий» В. Губаренко по Н. Гоголю),
- Ленский («Евгений Онегин» П. Чайковского)
- Водемон («Иоланта» П. Чайковского),
- Владимир («Князь Игорь» А. Бородина),
- Альфред («Травиата» Дж. Верди),
- Альмавива («Севильский цирюльник» Дж. Россини),
- Рудольф («Богема» Дж. Пуччини)
- Пинкертон («Мадам Баттерфляй» Дж. Пуччини),
- Паолино («Тайный брак» Д. Чимарозы),
- Лыков («Царская невеста» М. Римского-Корсакова)
- Моцарт («Моцарт и Сальери» М. Римского-Корсакова),
- Молодой цыган («Алеко» С. Рахманинова).